# جيم واشنطن
جيم واشنطن (بالإنجليزية: Jim Washington)‏ مواليد 1 يوليو 1943 في فيلادلفيا، هو لاعب كرة سلة أمريكي معتزل. بدأ مسيرته الاحترافية في سنة 1965. تم اختياره من قبل فريق أتلانتا هوكس خلال الدرافت. يبلغ طوله 6 قدم 6 بوصة (2.0 م). اعتزل اللعب في 1975. أحرز خلال مسيرته في الإن بي إيه 8168 نقطة بمعدل 10.6 نقاط في المباراة الواحدة.

## المسيرة الاحترافية
لعب مع أتلانتا هوكس في موسم 1965–1966، ثم لعب مع شيكاغو بولز من سنة 1966 إلى 1969، ثم لعب مع فيلادلفيا سفنتي سيكسرز من سنة 1969 إلى 1972، ثم لعب مع أتلانتا هوكس من سنة 1971 إلى 1975، ثم لعب مع بوفالو بريفز في سنة 1975.

## روابط خارجية
- جيم واشنطن على موقع إن بي أي (الإنجليزية)
- جيم واشنطن على موقع سبورتس رفرنس (الإنجليزية)
- جيم واشنطن على موقع كلية كرة السلة في سبورتس رفرنس.كوم (الإنجليزية)
- جيم واشنطن على موقع ريلجم (الإنجليزية)
- جيم واشنطن على موقع بروبوليرز (الإنجليزية)